# Voua
Voua, auch Va, Wa, Wah oder Vouah, war ein hinterindisches Längenmaß in Siam, der im heutigen Staatsgebiet von Thailand, Kambodscha und Laos aufgegangenen Region. Das Maß entsprach der Klafter und war als Land- und Feldmaß geeignet. 1600 Voua entsprachen einer siamesischen Meile. Die Genauigkeit der Maße wich in der Praxis großzügig ab
- 1 Voua = 2,00 Meter (nach anderer Quelle 71 Pariser Zoll = 1,98 Meter)
- 1 Voua = 452 Pariser Linien = 1 37/40 Meter[1]

Die Maßkette war:
- 1 Voua = 2 Ken = 4 Sok/Elle  = 8 Khuep/Kup/Küp/Spanne = 96 Niuh/Nid/Nio/Zoll = 768 Reiskörner[2] = 384 Kabiet = 2,00 Meter
- 1 Jod = 4 Sen = 80 Voua = 160 Ken = 320 Sok/Socks
  - 1 Schoot = 4 Roeneng = 400 Sen = 8000 Voua = 16.000 Meter (Meile)